# Барвик
Барвик је село у северној Пољској. Насељено је и ту живи 420 становника. Налази се на 199 метара надморске висине.